# Předseda vlády Rumunska
Předseda vlády Rumunska (rumunsky: Prim-ministrul Guvernului României) je hlavou vlády Rumunska. Zpočátku, již od roku 1862, byl úřad nazývaný předseda Rady ministrů (Președintele Consiliului de Miniștri), titul byl však oficiálně změněn ústavou z roku 1965. Od založení úřadu byl podřízen knížeti. Až ústava z roku 1923 výkonnou moc svěřila výhradně předsedovi vlády a jeho kabinetu. Komunistický systém po druhé světové válce úřad znovu devalvoval, ale od pádu komunismu v roce 1989 je v mocenském systému opět klíčovým. Současnou rezidencí předsedy vlády je palác Victoria v Bukurešti. Byl postaven za v letech 1937.1944 jako sídlo ministerstva zahraničí. V roce 1990 se stal sídlem první vlády postkomunistického Rumunska. Palác byl v roce 2004 prohlášen za historickou památku.

## Jmenování
Kandidáta na funkci předsedy vlády jmenuje prezident. Prezident se musí poradit se stranou, která má většinu v parlamentu, nebo pokud taková většina neexistuje, se stranami zastoupenými v parlamentu. Po svém jmenování sestaví kandidát návrh vládního programu a složení kabinetu. Návrh musí do deseti dnů schválit Parlament vyslovením důvěry. Program i složení kabinetu projednává Parlament na společné schůzi Poslanecké sněmovny a Senátu. Návrh je přijat pouze se souhlasem většiny všech poslanců a senátorů. Po vyslovení důvěry se kandidát stává předsedou vlády a všichni členové kabinetu se stávají ministry. Předseda vlády, ministři a další členové vlády skládají před prezidentem slib, jak stanoví čl. 82 Ústavy. Vláda jako celek a každý její člen vykonává svůj mandát ode dne složení slibu.

## Pravomoci
Předseda vlády řídí činnost vlády a koordinuje činnost jejích členů. Je pověřen řízením vnitřní politiky země a vede veřejnou správu. Funkce je neslučitelná s jakoukoli jinou funkcí, s výjimkou funkce poslance nebo senátora, a je také neslučitelná s členstvím v obchodní organizaci. Funkční období předsedy vlády končí rezignací, odvoláním po vyslovení nedůvěry, ztrátou volebních práv (po odsouzení), neslučitelností s funkcí, úmrtím nebo uplynutím volebního období zákonodárného sboru. Předseda vlády spolu s ministrem pověřeným příslušnou oblastí vlády mohou podepisovat usnesení a nařízení, která vstoupí v platnost jako výkonná nařízení, jakmile budou zveřejněna v Monitorul Oficial, oficiálním věstníku rumunského státu. Tyto vyhlášky musí být zaslány příslušné komoře Parlamentu. V případě, že obeslaná komora po 30 dnech od doručení vyhlášku neprojedná nebo neschválí, je vyhláška oficiálně přijata. Mimořádná vyhláška nemůže měnit ústavní zákon, týkat se fungování základních institucí, práv nebo svobod. Na rozdíl od poloprezidentských systémů, jako je Rusko, rumunský premiér není podřízeným prezidenta, protože ho prezident nemůže přímo odvolat. Přesto se někdy hovoří o tom, že rumunský politický systém poloprezidentský je. Například proto, že prezident prezident vždy řídí jednání vlády, když se ho účastní.

## Odvolání
Parlament může odvolat odcházejícího premiéra a jeho kabinet vyslovením nedůvěry vládě. Aby byl návrh iniciován, musí jej podepsat alespoň čtvrtina poslanců a senátorů a aby prošel, musí pro něj hlasovat prostá většina poslanců a senátorů. Po přijetí návrhu na vyslovení nedůvěry jsou premiér a jeho kabinet oficiálně odvoláni a prezident musí jmenovat nového kandidáta, aby sestavil novou vládu. Od roku 1989 bylo po vyslovení nedůvěry odvoláno šest předsedů vlád: Emil Boc (2009), Mihai Răzvan Ungureanu (2012), Sorin Grindeanu (2017), Viorica Dăncilăová (2019), Ludovic Orban (2020) a Florin Cîțu (2021).